# Fornby, Avesta kommun
Fornby är en bebyggelse i By socken i Avesta kommun i Dalarna belägen sydost om Horndal. Fornby definierades före 2010 av SCB som en småort, men miste den statusen 2010 när folkmängden hade sjunkit under 50 personer. Vid avgränsningen 2020  klassades den åter som småort, för att 2023 åter bli avregistrerad som småort då invånarantalet var mindre än 50.
I Fornby finns bland annat skidbacken Fornby Klint som arrenderas av föreningen Fornby Klint. Skidbacken har två stora backar med en lift och en barnbacke med en replift. 